# Jaime Cerrón Palomino
Jaime Cerrón Palomino (Chongos Bajo, 24 de junio de 1937-Sincos, entre el 8 y 19 de junio de 1990) fue un filósofo marxista y catedrático peruano. Fue secuestrado y asesinado en un atentado durante la época del terrorismo en el Perú siendo la autoría del hecho aun no esclarecida.

## Biografía
Nació en  Santiago León de Chongos Bajo el 24 de junio de 1937. Después de concluir la primaria en Chongos Bajo se mudó a Huancayo para trabajar como secretario en la Corte Superior de Justicia de Junín, donde en 1961 alcanzó ser escribano de estado. Al mismo tiempo hizo la secundaria y concluyó como contador mercantil.
En 1959 se fundó la Universidad Comunal del Perú en Huancayo, donde Jaime Cerrón ingresó a la Facultad de Educación en 1960. En 1962 la universidad fue renombrada a Universidad Nacional del Centro del Perú (UNCP). Jaime Cerrón fue elegido secretario general del Centro Federado por mayoría amplia. Según el historiador Gilberto Torpoco, Jaime Cerrón “fue admirado por sus mismos profesores y alumnos”. Fue docente en el Colegio Nacional José Gálvez Egúsquiza y en la Gran Unidad Escolar Santa Isabel. Medró rápidamente hasta volverse catedrático de filosofía en la UNCP. Jaime Cerrón fue descrito posteriormente como “un profesor […] humilde de una cuna modesta, cuna campesina”.
Según la Comisión de la Verdad y Reconciliación (CVR), la UNCP en Huancayo “tuvo sus orígenes en los esfuerzos [de] las comunidades campesinas del valle del Mantaro”. En los años 1970 la universidad fue un bastión de varios grupos marxistas, de los cuales fue el único legal el Partido Comunista Peruano «Unidad» (PCP«U») por apoyar el Gobierno Revolucionario de la Fuerza Armada de Juan Velasco Alvarado. El marxismo-leninismo fue parte de varios ciclos de estudios en la UNCP. La filosofía materialista dialéctica de Marx-Engels, obra del profesor filósofo Jaime Cerrón Palomino, fue leída sobre todo por los estudiantes de esta universidad.
En la UNCP en los años 1980, como parte del periodo de violencia 1980-2000 las organizaciones marxistas insurgentes del Movimiento Revolucionario Túpac Amaru (MRTA) y los maoístas del Sendero Luminoso, enemigos entre sí, lucharon por su influencia. El profesor de la Facultad de Pedagogía Luis Aguilar Romaní, que había expresado simpatía por MRTA y fue contra Sendero Luminoso, fue asesinado por senderistas en la oficina de Jaime Cerrón el 18 de julio de 1989, siendo Cerrón testigo directo del hecho. Aunque no hay evidencia, según la Comisión de la Verdad y Reconciliación (CVR), de que Cerrón perteneciera a Sendero Luminoso, una parte de la comunidad universitaria tuvo la impresión que Cerrón fue miembro o simpatizante senderista. Según un documento desclasificado por la National Security Archive sobre la visita del embajador norteamericano a Huancayo en 1991, se recoge el testimonio de cuatro personas (un profesor y 3 estudiantes) quienes "coincidieron sin dudarlo en que... Jaime Cerrón... era de SL".

## Secuestro y asesinato
El 8 de junio de 1990 a las 7.30, Jaime Cerrón y su chofer Armando Tapia fueron secuestrados por hombres uniformados cuando salían de la casa de la familia de Cerrón.

### Asesinato
El 19 de junio de 1990, sus cuerpos mutilados fueron encontrados. Ambos habían sido torturados, sus miembros cortados y los ojos de Tapia sacados. Este crimen que ocurrió durante el primer gobierno de Alan García. El crimen sigue sin ser esclarecido.

### Identidad de los secuestradores
Según el testimonio de Tomás Arauco Pariona (recogido por la CVR), los autores del hecho fueron paramilitares. El hijo de Jaime, Vladimir Cerrón, ha señalado que los autores fueron miembros del Comando Democrático Rodrigo Franco. Por otra parte, se sostiene también que en realidad los autores del asesinato fueron los miembros del MRTA debido a las luchas por el control de la universidad y en represalia por el asesinato de Aguilar Romaní. La identidad de los autores sigue siendo discutida.

## Obras
Sus obras más importantes en el campo de la filosofía, la política, la historia y la educación, son:
1. La Filosofía Materialista Dialéctica de Marx y Engels.
2. Corrientes Filosóficas I (De la Filosofía Oriental a la Helenística).
3. Corrientes Filosóficas II (De Bacon a Hegel).
4. Leyes del Desarrollo Social.
5. Filosofía Moderna y Contemporánea (Positivismo y Pragmatismo).
6. Historia de las Ideas en el Perú Contemporáneo.
7. Historia y Filosofía de la Educación en el Perú.
8. Historia y Filosofía de la Educación Universal.
9. Filosofía de las Sociedades Capitalistas.

## Familia
Jaime Cerrón Palomino se casó con Bertha Rojas López, con la cual tuvo tres hijos y que actualmente integran al partido político Perú Libre. Vladimir Cerrón Rojas tenía 20 años cuando murió su padre. Es neurocirujano, expulsado del Colegio Médico por delitos penales y fundador del partido Perú Libre y su secretario general. Waldemar Cerrón Rojas perdió a su padre cuando tenía 18 años. Es pedagogo y fue elegido en 2021 al Congreso de la República del Perú, donde es portavoz de la bancada de Perú Libre. Fritz Elías Cerrón Rojas es administrador de empresas y trabaja para el ejército peruano. El lingüista, profesor de quechua y experto del quechua huanca Rodolfo Cerrón Palomino es hermano de Jaime Cerrón.